# Figlia delle tenebre
Figlia delle tenebre (Daughter of Darkness) è un film tv del 1990 diretto dal regista Stuart Gordon, interpretato da Anthony Perkins.
Negli Stati Uniti d'America è stato trasmesso in prima visione il 26 gennaio 1990, mentre in Italia è stato distribuito in videocassetta dalla Panarecord.

## Trama
Katherine, una ragazza americana, che non ha mai conosciuto il padre, decide di mettersi alla sua ricerca. Riesce a scoprire che il padre si chiama Anton e che vive a Bucarest in una colonia di vampiri e scopre anche che lui stesso potrebbe essere un vampiro. Giunta sul posto incontra Max che la guida sin dentro la setta.